# 감지은니 묘법연화경
감지은니 묘법연화경(紺紙銀泥 妙法蓮華經)은 후진의 구마라습(鳩摩羅什)이 번역한 것을 고려 충숙왕 17년(1330)에 이신기가 옮겨 쓴 것이다. 
1986년 11월 29일 대한민국의 국보 제234호 감지은니묘법연화경 권제1~7(紺紙銀泥妙法蓮華經 卷第一~七)으로 지정되었다가, 2010년 8월 25일 현재의 명칭으로 변경되었다.

## 개요
묘법연화경은 줄여서 '법화경'이라고 부르기도 하는데, 우리나라 천태종의 근본경전으로 부처가 되는 길이 누구에게나 열려 있음을 기본 사상으로 하고 있다. 화엄경과 함께 우리나라 불교사상의 확립에 가장 크게 영향을 끼쳤으며, 삼국시대이래 가장 많이 유통된 불교경전이다.
이 책은 후진의 구마라습(鳩摩羅什)이 번역한 것을 고려 충숙왕 17년(1330)에 이신기가 옮겨 쓴 것이다. 병풍처럼 펼쳐서 볼 수 있는 형태로 되어 있으며, 접었을 때의 크기는 세로 28.3cm, 가로 10.1cm이다. 표지에는 제목이 금색 글씨로 쓰여 있고, 주위에 4개의 화려한 꽃무늬가 금·은색으로 그려져 있다. 본문은 검푸른 색 종이 위에 은색 글씨로 썼으며, 곳곳에 손상을 입은 흔적이 보이기는 하지만 전반적으로 보존상태가 양호하다.
7권의 끝부분에 나오는 기록을 통해 이신기가 살아 계신 아버지의 장수와 돌아가신 어머니의 명복을 빌기 위해 만들었다는 것을 알 수 있다. 법화경을 정성껏 옮겨 쓴 경전들 중에 비교적 만들어진 연대가 빠르며, 특히 7권이 모두 갖추어져 있어 귀중한 자료로 평가된다.

## 같이 보기
- 삼성미술관 리움
- 감지은니묘법연화경 권7 : 보물 제352호. 이화여자대학교박물관 소장.

## 참고 자료
- 감지은니 묘법연화경 - 국가유산청 국가유산포털